# Exochus foveolatus
Exochus foveolatus là một loài tò vò trong họ Ichneumonidae.